# Carmen Pujals
Carmen Pujals, née le 13 janvier 1916 et morte le 24 octobre 2003, est une botaniste argentine.

## Biographie
Carmen Pujals est née à Buenos Aires, en Argentine et déménage à Barcelone à l'âge de cinq ans. Elle commence à étudier la biologie à l'Université de Barcelone en 1935, mais peu de temps après, son père ramène la famille à Buenos Aires, craignant le déclenchement de la guerre civile. En 1936, elle poursuit ses études à l'Université de Buenos Aires et obtient un diplôme en sciences naturelles.

### Carrière
En 1947, Pujals commence à travailler comme chercheuse dans les laboratoires de phycologie marine du Musée des Sciences Naturelles Bernardino Rivadavia, où elle travaillera pendant 52 ans,.
Elle fait partie d'un groupe de quatre femmes scientifiques argentines qui se rendent en Antarctique en novembre 1968. Avec la biologiste marine Irene Bernasconi, la microbiologiste María Adela Caría (es) et la biologiste marine Elena Martínez Fontes (es), elles sont les premières femmes argentines à voyager sur le continent. Au cours de son séjour, elle étudie la flore de l'archipel Palmer et collecte des algues marines de l'Antarctique conservées au Musée des sciences naturelles Bernardino Rivadavia,. Elle effectue un deuxième voyage en Antarctique en 1971. La même année, Pujals passe également un mois à collecter des spécimens d'algues sur les îles Falkland à la demande de l'ambassade britannique.
Au cours de sa carrière, Pujals décrit deux nouveaux genres : Medeolthamnion et Camontagne.